# Данна Гарсія
Данна Марія Гарсія Осуна (нар. 4 лютого 1978, Медельїн, Колумбія) — колумбійська актриса та модель.

## Життєпис
Данна є донькою колумбійської співачки Клаудії Осуни. Свою кар'єру вона розпочала із запису телевізійної реклами, а в сім років уже вела Notituticuanti та знімалася в серіалах Imaginate, Tantas Cosas і Seres queridos. Потім було понад 25 появ на телебаченні та в мильних операх, таких як «На кінці веселки», «Азукар», «Зарабанда» та «Вікторія».
Роль Марсели Вальехо в теленовелі Café con aroma de mujer допомогла їй здобути міжнародну популярність.
Паралельно з виступом у Café con aroma de mujer вона виступала в колумбійському гурті Café Moreno разом із сестрою, також актрисою та співачкою Клаудією Гарсіа, Кароліною Анхель та Зулу. Гурт випустив альбом Momposina (1994) і Café Moreno (1995) під лейблом Rodven Discos. У 1995 році цей гурт розпався.
У 1996 році Гарсія стала першою колумбійкою, яка зіграла роль у мексиканській теленовелі Al norte del corazón на Televisión Azteca. Після кількох місяців роботи вона повернулася до Колумбії в 1997 році, щоб зіграти роль Софії Сантани в теленовелі Perro amor, за яку вона отримала різні нагороди та номінації. Данна повернулася до Мексики після двох років перебування у країні, щоб зіграти в мильній опері Háblame de amor. Після завершення зйомок вона поїхала до Нью-Йорка, щоб продовжити навчання театральному мистецтву в Театральному інституті Лі Страсберга. Через кілька місяців вона прийняла пропозицію Fonovideo знятися у фільмі La Revancha, де зіграла Соледад. Теленовела транслювалася в Сполучених Штатах через Univision, отримавши чудові рейтинги, а також у Пуерто-Рико, Венесуелі, Мексиці, Іспанії, Нідерландах, Греції та інших європейських країнах.
У 2009 році вона знялася в «Беллі Каламідадес», мильній опері компанії Телемундо разом з аргентинським серцеїдом Сегундо Сернадасом, Кеті Барбері, Марією Геленою Дьорінг і Діаною Кіхано. «Белла Каламідадес» була першою теленовелою Телемундо, яка вийшла в латиноамериканських країнах швидше ніж у Сполучених Штатах Америки.
У 2010 році вона знялася у версії Alguien te mira з Крістіаном Мейєром для Telemundo, з Рафаелем Амайя, Девідом Чокарро.
У 2012 році вона пройшла прослуховування для теленовели Qué bonito amor, нової версії La hija del mariachi на Televisa, в якій вона отримала головну роль разом з Хорхе Салінасом і Пабло Монтеро.
У 2014 році вона створила новий проєкт Ruta 35 разом з Олександром Торресом.
У 2015 році Гарсія знялася у теленовелі «Неправдоподібний» виробництва Televisa разом з Іваном Санчесом.
У 2016 році вона отримала головну роль у теленовелі «Амазонки», створеній Televisa, разом з Андресом Паласіосом, Вікторією Руффо та Сезаром Еворою.
У 2019 році вона приєдналася до основного акторського складу El señor de los cielos, зігравши Віолету Естреллу. Ця роль ознаменувала її повернення в мережу Telemundo майже через десять років.
У 2022 році вона знялася в сиквелі «Pasión de gavilanes».

## Особисте життя
Має одну дитину, яку народила в липні 2017 року, від стосунків з іспанським журналістом Іваном Гонсалесом . 
19 квітня 2020 року вона оголосила про позитивний результат тесту на COVID-19. Відтоді вона тричі  отримувала позитивний результат.

## Фільмографія

### Фільми
| рік      | Назва                 | Роль(и)                 | Примітка(и)       | Джерело(я) |
| -------- | --------------------- | ----------------------- | ----------------- | ---------- |
| 2010 рік | Історія іграшок 3     | Барбі                   | Іспанський дубляж | [ 3 ]      |
| 2012 рік | El cielo en tu mirada | Анжеліка Марія          |                   | [ 4 ]      |
| 2012 рік | Каррусель             | Марія Крістіна Ечеверрі |                   | [ 5 ]      |
| 2018 рік | Малакопа              | Пауліна Сантамарія      |                   | [ 6 ]      |

### Телебачення
| Year      | Title                       | Role(s)                                    | Note(s) | Source(s)     |
| --------- | --------------------------- | ------------------------------------------ | --- | ------------- |
| 1987      | Imagínate                   |                                            | |               |
| 1989      | Azúcar                      | Child Caridad Solaz                        | |               |
| 1991      | La casa de las dos palmas   | Young Evangelina Herreros                  | |               |
| 1993      | La otra raya del tigre      | Manuela Santacruz                          | |               |
| 1994      | Café, con aroma de mujer    | Marcela Vallejo Cortez                     | | [ 8 ]         |
| 1995      | Victoria                    | Victoria                                   | | [ 9 ]         |
| 1996      | El día es hoy               | Milena                                     | | [ 10 ] [ 11 ] |
| 1997      | Al norte del corazón        | Eloísa                                     | | [ 9 ]         |
| 1998      | Perro amor                  | Sofía Santana                              | | [ 12 ]        |
| 1999      | Háblame de amor             | Julia Toledo Saldivar/Jimena Ortega Toledo | | [ 9 ]         |
| 2000      | La revancha                 | Soledad Santander / Mariana Ruíz           | |               |
| 2002      | Lo que callamos las mujeres | Lety                                       | "Amor que mata" (Season 2, Episode 36)                                                                                                  | [ 9 ]         |
| 2003–2022 | Таємна пристрасть           | Norma Elizondo Acevedo de Reyes            | 259 epiosdes (Seasons 1-2) |               |
| 2004      | Te voy a enseñar a querer   | Diana María Rivera                         | | [ 13 ]        |
| 2005      | Corazón partido             | Aura Echarri Medina                        | |               |
| 2007      | Decisiones                  | Francisca                                  | "Mecanismo ilusión" (Season 3, Episode 16)                                                                                              | [ 9 ]         |
| 2008      | La traición                 | Soledad de Obregón                         | |               |
| 2008      | Tiempo final                | Ana                                        | "Lesbianas" (Season 2, Episode 6) |               |
| 2008-2009 | Un gancho al corazón        | Valentina López "La Monita"                | | [ 14 ]        |
| 2010      | Bella calamidades           | Dolores "Lola" Carrero                     | | [ 15 ]        |
| 2010      | Alguien te mira             | Piedad Estévez                             | | [ 16 ]        |
| 2012-2013 | Qué bonito amor             | María Mendoza de Martínez de la Garza      | Nominated, Premios People en Español for Best Lead Actress Nominated, Premios People en Español for Best Sweethearts with Jorge Salinas | [ 18 ]        |
| 2014      | Camelia la Texana           | Rosa                                       | 1 episode | [ 19 ]        |
| 2015      | Непростимо                  | Rebeca Rojo                                | 16 episodes | [ 20 ]        |
| 2016      | Ruta 35                     | Sofía Bermúdez                             | | [ 21 ]        |
| 2016      | Las amazonas                | Diana Santos                               | | [ 22 ]        |
| 2018      | Por amar sin ley            | Fanny Quiroz                               | 9 episodes | [ 23 ]        |
| 2019-2020 | Володар неба                | Violeta Estrella                           | 63 episodes (Season 7) |               |
| 2022      | Amor en Navidad             | Marta Bermudez                             | "Una Navidad para recordar" (Season 1, Episode 2)                                                                                       |               |
| 2023      | Amores que engañan          | Ingrid                                     | "Durmiendo con un extraño" (Season 2, Episode 1)                                                                                        | [ 24 ]        |